# Rice Krispies
Rice Krispies (også kendt som Rice Bubbles i Australien og New Zealand) er et morgenmadsprodukt, der er blevet markedsført af Kellogg's i 1927 og solgt siden 1928. Rice Krispies bliver fremstillet puffede ris (ris og sukkerpasta der bliver formet i ris-form eller "bør", tilberedt, tørret og ristede), der udvider sig og bliver til en tynd skal med hult indre, der er knasende og sprød. Når det hældes over med mælk har formen det med at kollapse og lave små lyde, hvilket har givet navn til maskotterne Pif! Paf! Puf!.
Rice Krispies er velkendt og populært produkt, der længe har været markedsført med Pif! Paf! Puf!. In 1963 inspillede The Rolling Stones en kort sang til en reklame for Rice Krispies.